# ジョージ・フレンド
ジョージ・フレンド（George Friend、1987年10月17日 - ）は、イングランド・バーンスタプル出身の元プロサッカー選手。現役時代のポジションはDF。

## 経歴
ノン・リーグのエクセター・シティFCでキャリアをスタート。
2008年9月1日、チャンピオンシップのウルヴァーハンプトン・ワンダラーズFCに移籍 for an initial fee of £350,000.。ウルヴスではレギュラーを獲得できず、2009–10シーズン終了後に退団。
2010年6月14日、ドンカスター・ローヴァーズFCにフリーで加入。
2012年7月23日、ドンカスターがフレンドのミドルズブラFC移籍合意を発表。
2020年8月15日、ミドルズブラ時代の恩師であるアイトール・カランカが監督に就任したバーミンガム・シティFCに移籍。
2023年7月4日、ブリストル・ローヴァーズFCに1年契約で移籍。

## 所属クラブ
- エクセター・シティFC 2005-2008
- ウルヴァーハンプトン・ワンダラーズFC 2008-2010

→ ミルウォールFC 2009 (loan)
→ サウスエンド・ユナイテッドFC 2009 (loan)
→ スカンソープ・ユナイテッドFC 2009 (loan)
→ エクセター・シティFC 2010 (loan)
- ドンカスター・ローヴァーズFC 2010-2012
- ミドルズブラFC 2012-2020
- バーミンガム・シティFC 2020-2023
- ブリストル・ローヴァーズFC 2023-2024

## タイトル
- フットボールリーグ・チャンピオンシップ年間ベストイレブン: 2014-15, 2015-16